# Einar Johannes Norup
Einar Johannes Norup (født 28. maj 1875 i København, død 24. marts 1951) var arkitekt og brandchef i Gentofte Kommune.
Norup blev tømrersvend 1895, løjtnant i Artilleriet 1897 og uddannet som arkitekt. Han kom til Gentofte Kommune allerede i 1907 som assistent for den daværende bygningsinspektør Andreas Thejll, der har tegnet mange af kommunens offentlige bygninger fra denne periode. Norup blev brandinspektør i Gentofte Kommune 1908, kommunearkitekt 1920-28, bygningsinspektør 1926-45, tillige brandchef 1927-35. Han har opført skoler, bl.a. Tjørnegårdsskolen, alderdomshjem og boliger.
Norup blev tildelt Hæderstegnet for 25 Aars Tjeneste ved Brandvæsenet, var medlem af Akademisk Arkitektforening og modtog diplom for smukt byggesæt. Han blev 10 dec 1923 Ridder af Dannebrog.

## Værker
- Tjørnegårdsskolen, Gentofte (1923-34)
- Udvidelse af Kettevejsskolen, Holmegaardsskolen og Strandmarksskolen, Hvidovre (1944-50, sammen med Hans Wilhardt)
- Håndbog for Brandvæsen.